# Kieler Sportvereinigung Holstein von 1900 2004-2005
Questa voce raccoglie le informazioni riguardanti il Kieler Sportvereinigung Holstein von 1900 nelle competizioni ufficiali della stagione 2004-2005.

## Stagione
Nella stagione 2004-2005 l'Holstein Kiel, allenato da Frank Neubarth, concluse il campionato di Regionalliga nord al 10º posto.

## Rosa
| N. |                      | Ruolo | Calciatore         |
| -- | -------------------- | ----- | ------------------ |
| 1  | Germania (bandiera)  | P     | Simon Henzler      |
| 2  | Russia (bandiera)    | D     | Aleksey Spasskov   |
| 3  | Germania (bandiera)  | D     | Carsten Pukaß      |
| 3  | Germania (bandiera)  | D     | Jan Sandmann       |
| 4  | Germania (bandiera)  | D     | Sven Boy           |
| 5  | Turchia (bandiera)   | C     | Hüseyin Dogan      |
| 6  | Germania (bandiera)  | D     | Michael Molata     |
| 7  | Germania (bandiera)  | C     | Thomas Piorunek    |
| 8  | Germania (bandiera)  | C     | Stefan Kühne       |
| 9  | Rep. Ceca (bandiera) | A     | Pavel Dobrý        |
| 11 | Francia (bandiera)   | D     | Adel Guemari       |
| 12 | Francia (bandiera)   | A     | Salim Djefaflia    |
| 13 | Germania (bandiera)  | A     | Patrick Würll      |
| 16 | Germania (bandiera)  | C     | Dennis Tornieporth |

| N. |                     | Ruolo | Calciatore            |
| -- | ------------------- | ----- | --------------------- |
| 18 | Germania (bandiera) | C     | Torben Tutas          |
| 19 | Germania (bandiera) | A     | Christopher Hauptmann |
| 20 | Germania (bandiera) | A     | Christian Haufe       |
| 21 | Germania (bandiera) | C     | Niels Hansen          |
| 22 | Germania (bandiera) | C     | Thorsten Rohwer       |
| 23 | Germania (bandiera) | C     | Björn Lindemann       |
| 24 | Germania (bandiera) | P     | Henrik Preuß          |
| 25 | Germania (bandiera) | P     | Tobias Duffner        |
| 26 | Germania (bandiera) | A     | André Breitenreiter   |
| 28 | Germania (bandiera) | C     | Jirka Heine           |
| 29 | Germania (bandiera) | D     | Christoph Lange       |
|    | Germania (bandiera) | C     | Matthias Hummel       |
|    | Germania (bandiera) | C     | Timo Schultz          |

## Organigramma societario
Area tecnica
- Allenatore: Frank Neubarth
- Allenatore in seconda: Volker Manz
- Preparatore dei portieri: Klaus Thomforde
- Preparatori atletici:
- Analisi video:

## Calciomercato

### Sessione estiva
| Acquisti | Acquisti        | Acquisti        | Acquisti |
| R.       | Nome            | da              | Modalità |
| -------- | --------------- | --------------- | -------- |
| A        | Salim Djefaflia | Hannover 96     |          |
| D        | Sven Boy        | Lubecca         |          |
| A        | Pavel Dobrý     | Paderborn       |          |
| A        | Christian Haufe | Schalke 04 II   |          |
| P        | Simon Henzler   | Union Berlino   |          |
| C        | Stefan Kühne    | Magonza         |          |
| C        | Björn Lindemann | Hannover 96     |          |
| D        | Michael Molata  | Union Berlino   |          |
| C        | Thomas Piorunek | Preußen Münster |          |
| D        | Jan Sandmann    | Union Berlino   |          |
| C        | Torben Tutas    | Rot-Weiss Essen |          |
| A        | Patrick Würll   | Lubecca         |          |

| Cessioni | Cessioni         | Cessioni          | Cessioni |
| R.       | Nome             | a                 | Modalità |
| -------- | ---------------- | ----------------- | -------- |
| C        | Timo Bruns       | Holstein Kiel II  |          |
| A        | Daniel Teixeira  | Rot-Weiss Essen   |          |
| D        | Jens Dowe        | SV Wilhelmshaven  |          |
| D        | Henning Hardt    | Holstein Kiel II  |          |
| D        | Lars Jensen      | Jahn Ratisbona    |          |
| A        | Julian Lüttmann  | Eintracht Rheine  |          |
| D        | Matthias Rose    | Preußen Münster   |          |
| C        | Lars Schiersand  | Holstein Kiel II  |          |
| C        | Timo Schultz     | Holstein Kiel II  |          |
| A        | Sören Seidel     | Preußen Münster   |          |
| A        | Marek Trejgis    | Kickers Stoccarda |          |
| D        | André Trulsen    | St. Pauli         |          |
| A        | Sebastian Wojcik | St. Pauli         |          |

### Sessione invernale
| Acquisti | Acquisti | Acquisti | Acquisti |
| R.       | Nome     | da       | Modalità |
| -------- | -------- | -------- | -------- |

| Cessioni | Cessioni       | Cessioni         | Cessioni |
| R.       | Nome           | a                | Modalità |
| -------- | -------------- | ---------------- | -------- |
| A        | Zbigniew Ilski | Holstein Kiel II |          |

## Risultati

### Regionalliga

#### Girone di andata
| Arbitro: | Rafati |

|  |           |                          |
|  | Marcatori | 37’ Kučuković 39’ Mamoum |

| Arbitro: | Fischer |

|           |           |           |
| Mayer 27’ | Marcatori | 67’ Würll |

| Arbitro: | Anklam |

|                      |           |  |
| Tornieporth 47’, 86’ | Marcatori |  |

| Arbitro: | Otte |

|                                                                  |           |            |
| Spork 12’ (rig.) Cartus 21’ Waterink 52’ Müller 54’ Schüßler 58’ | Marcatori | 34’ Molata |

| Arbitro: | Thielert |

|                                                   |           |  |
| Molata 17’ Tornieporth 35’ Würll 70’ Piorunek 88’ | Marcatori |  |

| Arbitro: | Zwayer |

|  |           |                                |
|  | Marcatori | 61’ (aut.) Metzelder 62’ Kühne |

| Arbitro: | Bippen |

|                      |           |              |
| Molata 73’ Tutas 75’ | Marcatori | 81’ Lambertz |

| Arbitro: | Bornhöft |

|                    |           |  |
| Schweinsteiger 73’ | Marcatori |  |

| Arbitro: | Kleve |

|                                                |           |          |
| Piorunek 25’ Tornieporth 40’ Breitenreiter 65’ | Marcatori | 75’ Karl |

| Arbitro: | Thielert |

|          |           |                                   |
| Paul 52’ | Marcatori | 45’, 48’ Würll 76’, 84’ Lindemann |

| Arbitro: | Jauch |

|                                           |           |           |
| Tornieporth 17’ Boy 79’ Breitenreiter 81’ | Marcatori | 9’ Gockel |

| Arbitro: | Borsch |

|          |           |  |
| Graf 79’ | Marcatori |  |

| Arbitro: | Metzen |

|           |           |            |
| Kühne 24’ | Marcatori | 4’ Makiadi |

| Arbitro: | Hagen |

|            |           |  |
| Baltes 60’ | Marcatori |  |

| Arbitro: | Steinhaus-Webb |

|           |           |                            |
| Würll 12’ | Marcatori | 65’ Hartmann 73’ Salihović |

| Arbitro: | Bornhorst |

|                                               |           |              |
| Tavarez 10’ Gensler 17’ Bach 25’ Narewsky 38’ | Marcatori | 74’ Sandmann |

| 13 novembre 2004 17ª giornata |  | – turno di riposo |  |  |

| Arbitro: | Schempershauwe |

|                |           |              |
| Würll 16’, 65’ | Marcatori | 70’ Federico |

| Arbitro: | Fischer |

|                                        |           |                |
| Joppe 30’ Reichenberger 58’ Kügler 86’ | Marcatori | 12’, 17’ Dobrý |

#### Girone di ritorno
| Arbitro: | Bippen |

|          |           |                   |
| Haas 66’ | Marcatori | 22’ Breitenreiter |

| Arbitro: | Kinhöfer |

|  |           |                               |
|  | Marcatori | 24’ Mazingu-Dinzey 59’ Wojcik |

| Berlino 19 aprile 2005, ore 19:30 CEST 22ª giornata | Union Berlino | 0 – 0 referto | Holstein Kiel | Stadio An der Alten Försterei (2 716 spett.)\| Arbitro: \| Kemmling \| |
| Arbitro:                                            | Kemmling      |               |               |                                                                        |

| Arbitro: | Thielert |

|  |           |            |
|  | Marcatori | 73’ Lorenz |

| Arbitro: | Rosenkranz |

|                |           |                       |
| Heithölter 17’ | Marcatori | 41’ Tutas 55’ Schultz |

| Arbitro: | Schempershauwe |

|                              |           |            |
| Lindemann 22’, 87’ Dobrý 71’ | Marcatori | 86’ Sağlık |

| Arbitro: | Melms |

|  |           |                               |
|  | Marcatori | 6’ Sandmann 11’ Breitenreiter |

| Arbitro: | Lupp |

|           |           |           |
| Dobrý 20’ | Marcatori | 83’ Kampf |

| Arbitro: | Hagen |

|          |           |  |
| Lenk 70’ | Marcatori |  |

| Arbitro: | Gräfe |

|                              |           |                          |
| Schultz 5’, 32’ Spasskov 15’ | Marcatori | 24’ Kacan 52’ Rockenbach |

| Arbitro: | Bippen |

|          |           |  |
| Milde 4’ | Marcatori |  |

| Arbitro: | Grudzinski |

|                              |           |  |
| Dobrý 62’, 88’ Lindemann 77’ | Marcatori |  |

| Arbitro: | Fischer |

|           |           |  |
| Biran 66’ | Marcatori |  |

| Arbitro: | Otte |

|                                                                       |           |  |
| Boy 15’ (rig.) Molata 45’ Dobrý 47’ Breitenreiter 49’ Tornieporth 85’ | Marcatori |  |

| Arbitro: | Hagen |

|                           |           |                      |
| Salihović 31’ Schmidt 45’ | Marcatori | 14’ Rohwer 42’ Kühne |

| Arbitro: | Kleve |

|           |           |                                    |
| Dobrý 30’ | Marcatori | 55’ Pfingsten-Reddig 73’ Heinzmann |

| 21 maggio 2005 36ª giornata |  | – turno di riposo |  |  |

| Arbitro: | Lupp |

|                              |           |               |
| Pagano 83’, 90’ Federico 87’ | Marcatori | 2’, 80’ Kühne |

| Arbitro: | Gagelmann |

|  |           |                   |
|  | Marcatori | 13’ Reichenberger |

## Statistiche

### Statistiche di squadra
| Competizione      | Punti | In casa | In casa | In casa | In casa | In casa | In casa | In trasferta | In trasferta | In trasferta | In trasferta | In trasferta | In trasferta | Totale | Totale | Totale | Totale | Totale | Totale | DR |
| Competizione      | Punti | G       | V       | N       | P       | Gf      | Gs      | G            | V            | N            | P            | Gf           | Gs           | G      | V      | N      | P      | Gf     | Gs     | DR |
| ----------------- | ----- | ------- | ------- | ------- | ------- | ------- | ------- | ------------ | ------------ | ------------ | ------------ | ------------ | ------------ | ------ | ------ | ------ | ------ | ------ | ------ | -- |
| Regionalliga nord | 48    | 18      | 10      | 2       | 6       | 34      | 19      | 18           | 4            | 4            | 10           | 20           | 27           | 36     | 14     | 6      | 16     | 54     | 46     | +8 |
| Totale            | 48    | 18      | 10      | 2       | 6       | 34      | 19      | 18           | 4            | 4            | 10           | 20           | 27           | 36     | 14     | 6      | 16     | 54     | 46     | +8 |

### Andamento in campionato
| Giornata  | 1  | 2  | 3 | 4  | 5  | 6 | 7 | 8 | 9 | 10 | 11 | 12 | 13 | 14 | 15 | 16 | 17 | 18 | 19 | 20 | 21 | 22 | 23 | 24 | 25 | 26 | 27 | 28 | 29 | 30 | 31 | 32 | 33 | 34 | 35 | 36 | 37 | 38 |
| --------- | -- | -- | - | -- | -- | - | - | - | - | -- | -- | -- | -- | -- | -- | -- | -- | -- | -- | -- | -- | -- | -- | -- | -- | -- | -- | -- | -- | -- | -- | -- | -- | -- | -- | -- | -- | -- |
| Luogo     | C  | T  | C | T  | C  | T | C | T | C | T  | C  | T  | C  | T  | C  | T  |    | C  | T  | T  | C  | T  | C  | T  | C  | T  | C  | T  | C  | T  | C  | T  | C  | T  | C  |    | T  | C  |
| Risultato | P  | N  | V | P  | V  | V | V | P | V | V  | V  | P  | N  | P  | P  | P  |    | V  | P  | N  | P  | N  | P  | V  | V  | V  | N  | P  | V  | P  | V  | P  | V  | N  | P  |    | P  | P  |
| Posizione | 18 | 13 | 9 | 15 | 10 | 5 | 4 | 6 | 5 | 3  | 1  | 3  | 6  | 6  | 6  | 8  | 9  | 8  | 8  | 8  | 9  | 9  | 10 | 9  | 8  | 8  | 7  | 7  | 7  | 7  | 7  | 7  | 6  | 6  | 7  | 8  | 9  | 10 |

Legenda:

Luogo: C = Casa; T = Trasferta. Risultato: V = Vittoria; N = Pareggio; P = Sconfitta.

### Statistiche dei giocatori
| S. Boy           | 32 | 2 | 4 | 1 |
| A. Breitenreiter | 28 | 5 | 5 | 1 |
| S. Djefaflia     | 4  | 0 | 0 | 0 |
| P. Dobrý         | 30 | 8 | 2 | 0 |
| H. Dogan         | 0  | 0 | 0 | 0 |
| T. Duffner       | 0  | 0 | 0 | 0 |
| T. Gersch        | 2  | 0 | 0 | 0 |
| A. Guemari       | 15 | 0 | 2 | 0 |
| N. Hansen        | 34 | 0 | 5 | 0 |
| C. Haufe         | 5  | 0 | 0 | 0 |
| C. Hauptmann     | 10 | 0 | 0 | 0 |
| J. Heine         | 0  | 0 | 0 | 0 |
| S. Henzler       | 28 | 0 | 1 | 0 |
| M. Hummel        | 0  | 0 | 0 | 0 |
| S. Kühne         | 28 | 5 | 6 | 0 |
| C. Lange         | 18 | 0 | 2 | 0 |
| B. Lindemann     | 32 | 5 | 6 | 1 |
| M. Molata        | 28 | 4 | 4 | 1 |
| T. Piorunek      | 8  | 2 | 2 | 0 |
| H. Preuß         | 8  | 0 | 0 | 0 |
| C. Pukaß         | 0  | 0 | 0 | 0 |
| T. Rohwer        | 22 | 1 | 3 | 0 |
| J. Sandmann      | 34 | 2 | 5 | 0 |
| T. Schultz       | 9  | 3 | 2 | 0 |
| A. Spasskov      | 17 | 1 | 3 | 0 |
| D. Tornieporth   | 34 | 6 | 4 | 0 |
| T. Tutas         | 30 | 2 | 3 | 0 |
| P. Würll         | 25 | 7 | 2 | 0 |